# 布热
布热（法語：Bougey，法語發音：[buʒɛ]）是法国上索恩省的一个市镇，属于沃苏勒区。

## 地理
布热（47°46'54"N, 5°51'39"E）面积8.56 平方千米，位于法国勃艮第-弗朗什-孔泰大區上索恩省，该省份为法国东部内陆省份，北起顺时针与孚日省、贝尔福地区省、杜省、汝拉省、科多尔省和上马恩省接壤。
与布热接壤的市镇（或旧市镇、城区）包括：瑞塞、欧日库尔、蒙蒂尼莱谢尔略。

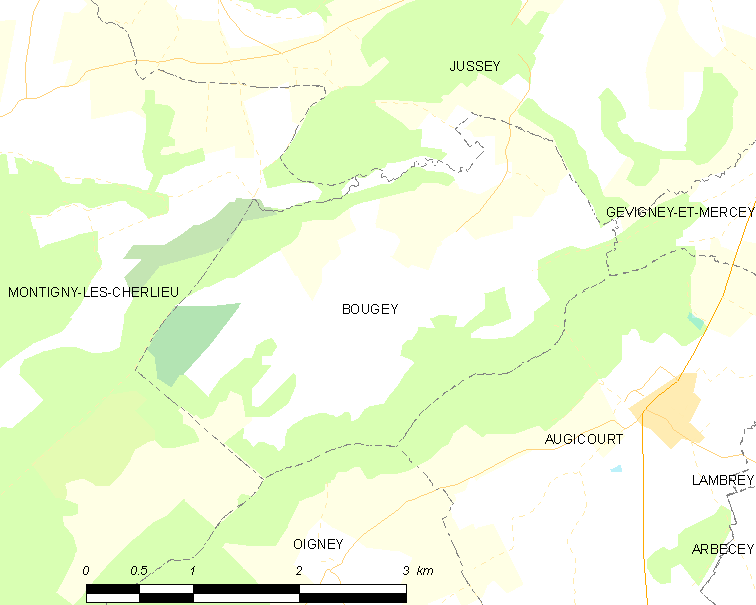
布热的OSM定位图

布热的时区为UTC+01:00、UTC+02:00（夏令时）。

## 行政
布热的邮政编码为70500，INSEE市镇编码为70078。

## 政治
布热所属的省级选区为瑞塞县。

## 人口

1962-2008年间布热人口变化图示

布热于2022年1月1日时的人口数量为98人。